# 田宝齐
田寶齊（1907年—1999年），字青夫，山東樂陵人，中國外交官、俄羅斯語文學家。中國民主同盟盟員。

## 生平
田寶齊畢業於北洋政府外交部俄文專修館。曾任中華民國駐蘇聯大使館三等祕書、駐伊朗大使館一等祕書暫代館務、駐阿富汗公使館一等銜二等祕書暫代館務等職務。1951年，任清華大學俄語系教授，次年起任北京大學俄語系教授、系學術委員、教研室主任、校學術委員。曾兼任中國俄語教學研究會副會長。
1956年加入中國民主同盟。